# Bertil Roos
Bertil Roos (12 de outubro de 1943 – 31 de março de 2016) foi um automobilista sueco que participou do Grande Prêmio da Suécia de 1974 de Fórmula 1. Foi coroado campeão de uma categoria da Can-Am em 1983.
Roos morreu em 31 de março de 2016, aos 72 anos.